# August Krogh
Schack August Steenberg Krogh (Grenaa, Dinamarca; 15 de noviembre de 1874-Copenhague, 13 de septiembre de 1949) fue un fisiólogo danés, ganador del Premio Nobel de Fisiología y Medicina en 1920 por sus trabajos sobre la fisiología de la respiración y de los vasos capilares.

## Biografía
Krogh nació en Grenaa, en la península de Djursland (Dinamarca). Sus padres fueron Viggo Krogh, constructor naval, cervecero y editor de un periódico; y Marie Drechmann, hija de un aduanero de Holstein. Pertenecía a la etnia gitana por parte materna. Cursó estudios en la Universidad de Copenhague, de la que fue profesor de fisiología animal desde 1916 hasta 1945.
Comenzó sus investigaciones en Groenlandia sobre el sistema respiratorio de algunos animales y del hombre. Durante sus investigaciones desarrolló un microtonómetro para medir la tensión del oxígeno y del anhídrido carbónico en la sangre arterial. Sus investigaciones se dirigieron posteriormente hacia el estudio de las actividades funcionales de los vasos capilares. 
Obtuvo el Premio Nobel de Fisiología y Medicina por averiguar el mecanismo que regula el intercambio gaseoso en la respiración y por descubrir la fisiología de los vasos capilares
Mucho del trabajo de Krogh se llevó a cabo en colaboración con su esposa, Marie Krogh (1874-1943), una científica renombrada por derecho propio.Krogh y su esposa Marie llevaron la insulina a Dinamarca poco después de su descubrimiento en 1922 por Frederick Banting y Charles Best. Marie, médico que tenía pacientes con diabetes de tipo 1, padecía ella misma diabetes de tipo 2 y, naturalmente, estaba muy interesada en la enfermedad. [Junto con el médico Hans Christian Hagedorn, August y Marie Krogh fundaron el Nordisk Insulinlaboratorium, donde Krogh contribuyó decisivamente a establecer una producción danesa de insulina mediante la extracción con etanol de la hormona a partir de glándulas pancreáticas de cerdos.
August y Marie tuvieron cuatro hijos, la más joven de los cuales, Bodil, nació en 1918. También era fisióloga y se convirtió en la primera mujer Presidenta de la Sociedad Fisiológica Estadounidense en 1975. Bodil se casó con otro eminente fisiólogo, Knut Schmidt-Nielsen.

## Legado
Torkel Weis-Fogh, un eminente pionero en el estudio del vuelo de los insectos, fue alumno de Krogh. Juntos escribieron un documento clásico sobre el tema en 1951.
El nombre de Krogh se conserva en dos conceptos definidos por él:
- Longitud de Krogh, la distancia de difusión entre capilares, basada en el consumo celular de los nutrientes.[14][15]
- Principio de Krogh, que «para... una gran cantidad de problemas habrá algún animal (o animales) elegibles, que pueden ser los mejores para ser estudiados."[16]

## Eponimia
- El cráter lunar Krogh lleva este nombre en su memoria.[17]

## Sucesión de Premios Nobel
| Predecesor: Jules Bordet | Premio Nobel de Fisiología o Medicina 1920 | Sucesor: Archibald Vivian Hill Otto Fritz Meyerhof |

- Datos: Q152187
- Multimedia: August Krogh / Q152187